# 中山村 (嘉義縣)
中山村是中華民國嘉義縣阿里山鄉的一個村。。

## 概要
北與中正村、十字村相接，東與南投縣信義鄉神木村、高雄市桃源區梅山里交界，西南與達邦村為鄰，橫跨阿里山森林遊樂區與玉山國家公園，為曾文水庫之重要水源地，也是阿里山森林遊樂區面積最大的村莊。
位於阿里山鄉最東的村，轄境内最東為玉山主峰，為嘉義縣最高處，為阿里山的登山客前往玉山的必經之地，日治時期為台南州林業中心，轄區呈葫蘆狀，人口集中於西北台18線兩側，居民以鄒族為主，大都為種植山葵的農民。

## 林場

### 石山
海拔2682公尺，在日治時代為伐木工人的居住之處，1945年劃入白雪村，1973年併入雪峰村，1978年併入中山村。

### 水山
水山位於本村和達邦村的交界處，海拔2610.5公尺，鄒語tsumu為水之意，fuengu為山之意，日治時期取其原意譯為水山，為曾文溪源頭。

### 自忠山
海拔2588公尺，在水山之北，位於南投縣界上，日治時期命名為兒玉山，光復後為紀念張自忠而改為自忠山，初屬雪峰村，1978年併入中山村。

### 鹿林山
海拔2860公尺，為位於南投縣界上，日治時期為前往玉山的必經之路，因此地常見鹿群而得名。
| 阿里山鄉行政區劃 |
| 中山村           |

## 交通
- 台18線經過，昔為阿里山森林鐵路運材鐵道，後因開闢公路而廢除，台18線在自忠一帶轉至南投縣信義鄉境內，玉山景觀公路向東經塔塔加鞍部、玉山前峰、西峰延伸至玉山主峰。[2]

## 設施
- 排雲山莊：海拔3,402公尺，位於玉山主峰西坡下2.4公里處，可供160人住宿，自2002年1月由由林務局交由玉山國家公園管理處管理。[3]

## 特產
- 箭竹筍
- 山葵
- 山芹菜